# Kawasaki T-4
T-4 là một loại máy bay huấn luyện phản lực cận âm của lực lượng không quân Nhật Bản. Đây là lớp máy bay phản lực thứ hai do Nhật Bản chế tạo hoàn toàn, sau T-1B. T-4 cũng được sử dụng làm máy bay trinh sát. 
JASDF đã phái ba chiếc T-4s hồi tháng 1/2016 và 4 chiếc T-4 hôm 4/9/2017 để thu thập dấu vết phóng xạ sau khi Bắc Triều Tiên tuyên bố thử bom H.

## Thông số kỹ thuật
- Phi hành đoàn: 2
- Chiều dài: 13 m
- Sải cánh: 9,94 m
- Chiều cao: 4,6 m
- Trọng lượng rỗng: 3790 kg

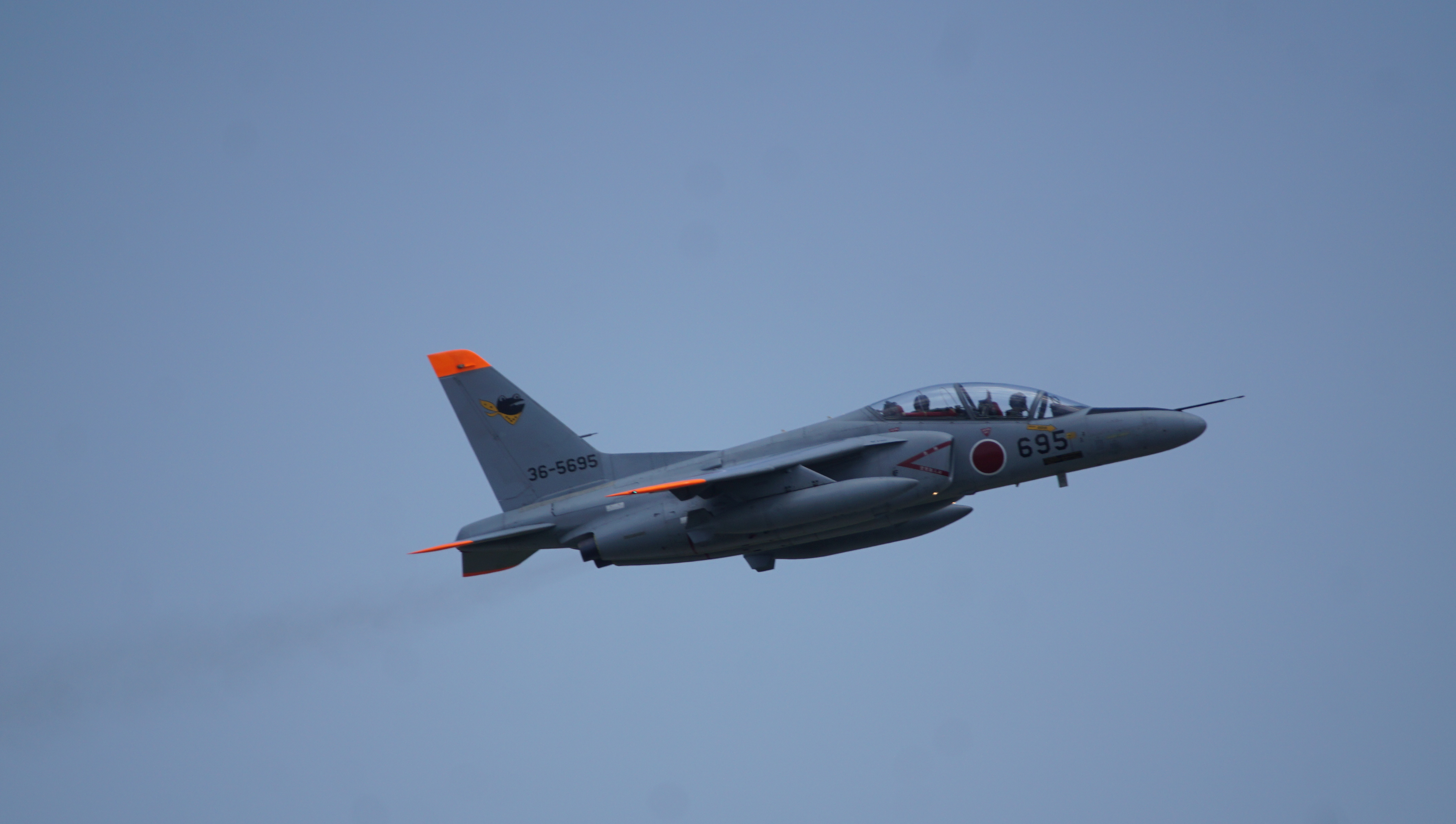
Một chiếc T-4 bay trên Sân bay Ibaraki hồi tháng 6/2017 trong chương trình huấn luyện thường kỳ.

- Trọng lượng cất cánh tối đa: 7500 kg
- Động cơ: Ishikawajima-Harima F3-IHI-30 16 kN
- Kiểu phản lực: phản lực cánh quạt
- Số lượng động cơ: 2
- Vận tốc cực đại: 1038 km/h
- Phạm vi chiến đấu: 1670 km